# Venturia plaumanni
Venturia plaumanni là một loài tò vò trong họ Ichneumonidae.